# Michael Widom
Michael Widom (* 29. Oktober 1958 in Ithaca, New York) ist ein US-amerikanischer Physiker, der auf den Gebieten theoretische Festkörperphysik und Biophysik arbeitet.

## Leben
Widom studierte an der Cornell University mit einem Bachelor-Abschluss 1980 und wurde 1983 an der University of Chicago promoviert (Ph.D.). Als Postdoc war er bis 1985 an der Harvard University tätig. 1985 wechselte er an die Carnegie Mellon University in Pittsburgh, wo er zunächst Assistant Professor, dann Associate Professor und 1995 Full Professor wurde. Außerdem war er von 2007 bis 2016 Gastprofessor am Department of Computational Biology der University of Pittsburgh.
An der University of Chicago arbeitete er in der Forschungsgruppe von Leo Kadanoff zur Theorie dynamischer Systeme fernab vom thermodynamischen Gleichgewicht (Chaostheorie). Sein Hauptarbeitsgebiet an der Carnegie Mellon University ist die Physik der kondensierten Materie und speziell die Festkörperphysik. Methoden der statistischen Mechanik, der Quantenmechanik und der Computersimulation werden angewendet, um die Struktur, Stabilität und andere Eigenschaften von neuartigen Werkstoffen zu untersuchen, darunter speziell Metalle im nichtkristallinen Zustand. Sein besonderes Interesse gilt den Quasikristallen. Ein weiteres Forschungsgebiet ist die Biophysik und hier speziell die Untersuchung der Struktur und Eigenschaften von Kapsiden.
1991 wurde Widom Forschungsstipendiat der Alfred P. Sloan Foundation (Sloan Research Fellow). 1996 wurde er Fellow der American Physical Society und 2008 der American Association for the Advancement of Science.
Er ist der Sohn des Physikers Benjamin Widom und Neffe des Mathematikers Harold Widom.

## Schriften (Auswahl)
- Michael Widom, Leo P. Kadanoff: Renormalization group analysis of bifurcations in area-preserving maps. In: Physica D: Nonlinear Phenomena. Band 5, Nr. 2–3, 1982, S. 287–292, doi:10.1016/0167-2789(82)90023-9.
- David R. Nelson, Michael Widom: Symmetry, Landau theory and polytope models of glass. In: Nuclear Physics B. Band 240, Nr. 1, 1984, S. 113–139, doi:10.1016/0550-3213(84)90281-5.
- Michael Widom, Katherine J. Strandburg, Robert H. Swendsen: Quasicrystal equilibrium state. In: Physical Review Letters. Band 58, Nr. 7, 1987, S. 706–709, doi:10.1103/PhysRevLett.58.706.
- Michael C. Gao, Anthony D. Rollett, Michael Widom: Lattice stability of aluminum-rare earth binary systems. A first-principles approach. In: Physical Review B. Band 75, Nr. 17, 2007, S. 174120, doi:10.1103/PhysRevB.75.174120.
- M. Widom, J. Lidmar, David R. Nelson: Soft modes near the buckling transition of icosahedral shells. In: Physical Review E. Band 76, Nr. 3, 2007, S. 031911, doi:10.1103/PhysRevE.76.031911.
- Michael Widom, W. P. Huhn, S. Maiti, W. Steurer: Hybrid Monte Carlo/Molecular Dynamics simulation of a refractory metal high entropy alloy. In: Metallurgical and Materials Transactions A. Band 45, Nr. 1, 2014, S. 196–200, doi:10.1007/s11661-013-2000-8.